# Emerald Lake, Yukon
Emerald Lake är en sjö i Kanada.   Den ligger i territoriet Yukon, i den centrala delen av landet, 3 900 km väster om huvudstaden Ottawa. Emerald Lake ligger 1 223 meter över havet.